# Marie Dudíková
Marie Dudíková (* 13. února 1956) je česká politička a pracovnice odběrového transfuzního střediska v Třebíči, v letech 2020 až 2024 zastupitelka Kraje Vysočina, od roku 2018 zastupitelka města Třebíč, členka KDU-ČSL.

## Život
Původní profesí je zdravotní laborantka se specializací na hematologii a transfuzní službu. Vystudovala střední zdravotnickou školu v Brně a později i Pedagogickou fakultu Vysoké školy pedagogické v Hradci Králové, nejprve obor charitativní a sociální práce, posléze sociální politiku, sociální práci a management neziskových organizací (získala titul Mgr.).
Skoro celý profesní život se pohybuje v transfuzní službě – jako laborantka a manažerka pro dárcovství krve, nejdéle působila na pozici vedoucí Odběrového střediska v Třebíči (detašovaném pracovišti Fakultní nemocnice Brno). V Třebíči je také členkou sociální komise a redakční rady farního časopisu. Krátce působila jako učitelka společenskovědních předmětů na středních školách v Třebíči a Moravských Budějovicích, podílela se rovněž na výuce hematologie a transfuzní služby na Lékařské fakultě Masarykovy univerzity v Brně.
Marie Dudíková žije ve městě Třebíč, konkrétně v části Nové Dvory. Mezi její záliby patří cestování, četba, zahrádka, léčivé byliny a květinová výzdoba v kostele.

## Politická kariéra
Od roku 1990 je s krátkou pauzou členkou KDU-ČSL. Za tuto stranu kandidovala několikrát neúspěšně do Zastupitelstva města Třebíč, a to ve volbách v letech 1994, 1998, 2002, 2006, 2010 (jako nestranička za KDU-ČSL) a 2014.
V komunálních volbách v roce 2018 kandidovala do zastupitelstva Třebíče z 3. místa kandidátky KDU-ČSL. Vlivem preferenčních hlasů však skončila druhá, a byla tak zvolena zastupitelkou města. V komunálních volbách v roce 2022 kandidovala do zastupitelstva Třebíče z 2. místa kandidátky KDU-ČSL. Mandát zastupitelky města se jí podařilo obhájit.
V krajských volbách v roce 2012 kandidovala jako nestranička za KDU-ČSL do Zastupitelstva Kraje Vysočina, ale neuspěla. Nepodařilo se jí to ani ve volbách v roce 2016, kdy skončila jako první náhradnice. Uspěla až ve volbách v roce 2020. Ve volbách v roce 2024 obhajovala za KDU-ČSL mandát krajské zastupitelky, ale neuspěla (skončila jako druhá náhradnice).
Ve volbách do Poslanecké sněmovny PČR v roce 2013 kandidovala za KDU-ČSL v Kraji Vysočina, ale neuspěla. Zvolena nebyla ani ve volbách v roce 2017. Ve volbách do Senátu PČR v roce 2018 kandidovala za KDU-ČSL v obvodu č. 53 – Třebíč. Se ziskem 13,34 % hlasů skončila na 4. místě.